# Discovery Channel (wielerploeg)/2007
Deze pagina geeft een overzicht van de wielerploeg Discovery Channel in 2007.
| Naam               | Geboortedatum | Nationaliteit       | Ploeg 2006        |
| ------------------ | ------------- | ------------------- | ----------------- |
| Ivan Basso         | 26-11-1977    | Italië              | Team CSC          |
| Fumiyuki Beppu     | 10-04-1983    | Japan               |                   |
| Volodymyr Bileka   | 06-02-1979    | Oekraïne            |                   |
| Janez Brajkovič    | 18-12-1983    | Slovenië            |                   |
| Alberto Contador   | 06-12-1982    | Spanje              | Astana            |
| Antonio Cruz       | 31-10-1971    | Verenigde Staten    | Toyota United     |
| Steven Cummings    | 19-03-1981    | Verenigd Koninkrijk | Landbouwkrediet   |
| Tom Danielson      | 13-03-1978    | Verenigde Staten    |                   |
| Allan Davis        | 27-07-1980    | Australië           | Astana            |
| John Devine        | 02-11-1985    | Verenigde Staten    | beloften          |
| Stijn Devolder     | 29-08-1979    | België              |                   |
| Vladimir Goesev    | 04-07-1982    | Rusland             |                   |
| George Hincapie    | 29-06-1973    | Verenigde Staten    |                   |
| Levi Leipheimer    | 24-10-1973    | Verenigde Staten    | Team Gerolsteiner |
| Li Fuyu            | 09-05-1978    | China               | Marco Polo        |
| Trent Lowe         | 08-10-1984    | Australië           |                   |
| Egoi Martínez      | 15-05-1978    | Spanje              |                   |
| Jason McCartney    | 03-09-1973    | Verenigde Staten    |                   |
| Gianni Meersman    | 05-12-1985    | België              | beloften          |
| Uros Murn          | 09-02-1975    | Slovenië            | Phonak            |
| Benjamín Noval     | 23-01-1979    | Spanje              |                   |
| Pavel Padrnos      | 17-12-1970    | Tsjechië            |                   |
| Sérgio Paulinho    | 26-03-1980    | Portugal            | Astana            |
| Jaroslav Popovytsj | 04-01-1980    | Oekraïne            |                   |
| José Luis Rubiera  | 27-01-1973    | Spanje              |                   |
| Tomas Vaitkus      | 04-02-1982    | Litouwen            | Ag2r Prévoyance   |
| Brian Vandborg     | 04-12-1981    | Denemarken          | Team CSC          |
| Jurgen Van Goolen  | 28-11-1980    | België              |                   |
| Matthew White      | 22-08-1974    | Australië           |                   |

1992 · 1993 · 1994 · 1995 · 1996 · 1997 · 1998 · 1999 · 2000 · 2001 · 2002 · 2003 · 2004 · 2005 · 2006 · 2007
AG2R-La Mondiale · Astana · Bouygues Télécom · Caisse d'Epargne · Cofidis, Le Crédit par Téléphone · Crédit Agricole · Team CSC · Discovery Channel Pro Cycling Team · Euskaltel-Euskadi · La Française des Jeux · Team Gerolsteiner · Lampre - Fondital · Liquigas - Bianchi · Predictor-Lotto · Quick·Step - Innergetic · Rabobank · Saunier Duval - Prodir · Team Milram · T-Mobile Team · Unibet.com
- Library of Congress Control Number: n2007014256
- Virtual International Authority File: 5145376281583720047